# Yudenny Alpajón
Yudenny Alpajón Estevez (ur. 21 lipca 1987) – kubański zapaśnik walczący w stylu wolnym. Srebrny medalista mistrzostw panamerykańskich w 2016, 2017 i 2018. Mistrz igrzysk Ameryki Środkowej i Karaibów w 2018. Czwarty w Pucharze Świata w 2018 roku.